# Abierto Mexicano de Tenis 2013 - Qualificazioni singolare maschile
Le qualificazioni del singolare maschile dell'Abierto Mexicano de Tenis 2013 sono state un torneo di tennis preliminare per accedere alla fase finale della manifestazione. I vincitori dell'ultimo turno sono entrati di diritto nel tabellone principale. In caso di ritiro di uno o più giocatori aventi diritto a questi sono subentrati i lucky loser, ossia i giocatori che hanno perso nell'ultimo turno ma che avevano una classifica più alta rispetto agli altri partecipanti che avevano comunque perso nel turno finale.

## Teste di serie
1. Martín Alund (qualificato)
2. Philipp Petzschner (ritirato, ultimo turno)
3. Antonio Veić (ultimo turno, Lucky Loser )
4. Wayne Odesnik (qualificato)

1. Dušan Lajović (qualificato)
2. Diego Schwartzman (qualificato)
3. Potito Starace (primo turno)
4. Javier Martí (ultimo turno)

## Qualificati
1. Martín Alund
2. Dušan Lajović

1. Diego Schwartzman
2. Wayne Odesnik

### Lucky Loser
1. Antonio Veić

## Tabellone

### Legenda
| - Q = Qualificato - WC = Wild card - LL = Lucky loser | - ALT = Alternate - SE = Special Exempt - PR = Protected Ranking | - w/o = Walkover - r = Ritirato - d = Squalificato |

### Sezione 1
|  | Primo turno | Primo turno           | Primo turno           | Primo turno | Primo turno |  |  | Ultimo turno | Ultimo turno       | Ultimo turno | Ultimo turno | Ultimo turno |  |
|  |             |                       |                       |             |             |  |  |              |                    |              |              |              |  |
|  | 1           | Martín Alund          | Martín Alund          | 6           | 6           |  |  |              |                    |              |              |              |  |
|  | WC          | Eduardo Peralta-Tello | Eduardo Peralta-Tello | 1           | 0           |  |  | 1            | Martín Alund       | 3            | 7            | 6            |  |
|  |             | Tejmuraz Gabašvili    | Tejmuraz Gabašvili    | 6           | 6           |  |  |              | Tejmuraz Gabašvili | 6            | 62           | 2            |  |
|  | 7           | Potito Starace        | Potito Starace        | 3           | 4           |  |  |              |                    |              |              |              |  |

### Sezione 2
|  | Primo turno | Primo turno        | Primo turno        | Primo turno | Primo turno |  |  | Ultimo turno | Ultimo turno       | Ultimo turno | Ultimo turno | Ultimo turno |  |
|  |             |                    |                    |             |             |  |  |              |                    |              |              |              |  |
|  | 2           | Philipp Petzschner | Philipp Petzschner | 7           | 6           |  |  |              |                    |              |              |              |  |
|  |             | Nicolás Barrientos | Nicolás Barrientos | 63          | 3           |  |  | 2            | Philipp Petzschner | 4            | 0            | r            |  |
|  |             | Mauricio Astorga   | Mauricio Astorga   | 2           | 4           |  |  | 5            | Dušan Lajović      | 6            | 0            |              |  |
|  | 5           | Dušan Lajović      | Dušan Lajović      | 6           | 6           |  |  |              |                    |              |              |              |  |

### Sezione 3
|  | Primo turno | Primo turno       | Primo turno       | Primo turno | Primo turno |  |  | Ultimo turno | Ultimo turno      | Ultimo turno      | Ultimo turno | Ultimo turno |  |
|  |             |                   |                   |             |             |  |  |              |                   |                   |              |              |  |
|  | 3           | Antonio Veić      | Antonio Veić      | 6           | 6           |  |  |              |                   |                   |              |              |  |
|  | WC          | Luís Patiño       | Luís Patiño       | 2           | 0           |  |  | 3            | Antonio Veić      | Antonio Veić      | 5            | 2            |  |
|  |             | Luis Díaz-Barriga | Luis Díaz-Barriga | 1           | 0           |  |  | 6            | Diego Schwartzman | Diego Schwartzman | 7            | 6            |  |
|  | 6           | Diego Schwartzman | Diego Schwartzman | 6           | 6           |  |  |              |                   |                   |              |              |  |

### Sezione 4
|  | Primo turno | Primo turno          | Primo turno    | Primo turno | Primo turno |  |  | Ultimo turno | Ultimo turno  | Ultimo turno | Ultimo turno | Ultimo turno |  |
|  |             |                      |                |             |             |  |  |              |               |              |              |              |  |
|  | 4           | Wayne Odesnik        | Wayne Odesnik  | 6           | 6           |  |  |              |               |              |              |              |  |
|  |             | Matheson Klein       | Matheson Klein | 3           | 1           |  |  | 4            | Wayne Odesnik | 2            | 7            | 7            |  |
|  |             | Juan Sebastián Cabal | 3              | 6           | 3           |  |  | 8            | Javier Martí  | 6            | 5            | 65           |  |
|  | 8           | Javier Martí         | 6              | 3           | 6           |  |  |              |               |              |              |              |  |